# Натора
Натора (якут. Нуотара) — село в Ленском районе Республики Саха (Якутия) России. Административный центр и единственный населённый пункт Наторинского наслега.

## География
Село находится в юго-западной части Якутии, в пределах Приленского плато, на правом берегу реки Лены, вблизи места впадения в неё ручья Нуотарки, на расстоянии примерно 60 километров (по прямой) к востоку-юго-востоку (ESE) от города Ленска, административного центра района. Абсолютная высота — 169 метров над уровнем моря.
Климат
Климат характеризуется как резко континентальный, с морозной зимой и относительно жарким летом. Средняя температура воздуха самого тёплого месяца (июля) составляет 22 °C; самого холодного (января) — −32 °C. Основное количество атмосферных осадков (75-80 % от годовой суммы) выпадает в период с апреля по октябрь. Снежный покров держится в течение 200—210 дней в году.
Часовой пояс
Село Натора находится в часовой зоне МСК+6. Смещение применяемого времени относительно UTC составляет +9:00.

## Население
| 2002 | 2010 | 2012 | 2013 | 2014 | 2015 | 2016 |
| ---- | ---- | ---- | ---- | ---- | ---- | ---- |
| 400  | ↗441 | ↘435 | ↘421 | ↗427 | ↘416 | ↘415 |
| 2017 | 2018 | 2019 | 2020 | 2021 |      |      |
| ↗416 | ↘411 | →411 | ↘405 | →405 |      |      |

Половой состав
По данным Всероссийской переписи населения 2010 года в гендерной структуре населения мужчины составляли 49,7 %, женщины — соответственно 50,3 %.
Национальный состав
Согласно результатам переписи 2002 года, в национальной структуре населения якуты составляли 99 % из 400 чел.

## Инфраструктура
Функционируют средняя школа, детский сад, дом культуры, библиотека и фельдшерско-акушерский пункт.

## Улицы
Уличная сеть села состоит из шести улиц и девяти переулков.